# Commodore 16
Commodore 16 — 8-разрядный домашний компьютер на базе процессора 8501 (6502-совместимый), который производился компанией Commodore с 1984 года. Это компьютер начального уровня, созданный для замены VIC-20, но несовместимый с ним. Продавался по цене 99 долларов в США. Более дешёвая версия Commodore 116 продавалась только в Европе.

## Предпосылки
Предполагалось, что C16 будет соперничать с компьютерами Timex Sinclair, Mattel и Texas Instruments (TI) в ценовом сегменте менее 100 долларов. Цена TI-99/4A была установлена между стоимостью VIC-20 и Commodore 64, при этом по своим характеристикам компьютер находился где-то по середине между двумя моделями. Однако конкуренты из TI продолжали снижать цены.
Глава Commodore Джек Трэмиел опасался, что японские компании могут выйти на этот рынок со своими компьютерами и сбить цены на продукцию других производителей. Эти опасения не оправдались, хотя японские компании вскоре заняли доминирующее положение на американском рынке игровых приставок.
В январе 1984 года Трэмиел покинул компанию Commodore. C16 был впервые представлен публике на выставке Consumer Electronics Show в июне 1984 года как «обучающая машина» по цене порядка 100 долларов.

## Описание
Компьютер C16 внешне напоминает модели VIC-20 и C64, однако отличается тёмно-серым корпусом и светло-серыми клавишами. Конструкция клавиатуры претерпела изменения: добавлены клавиша Escape и полноценные стрелочные клавиши. По производительности C16 занимает промежуточное положение между VIC-20 и C64. Устройство оснащено 16 килобайтами оперативной памяти (из которых 12 килобайт доступны для программ на Basic), а новый чипсет TED поддерживает палитру из 128 цветов (фактически, 16 цветов в восьми градациях яркости, что обеспечивает 121 уникальный оттенок). В постоянное запоминающее устройство встроен Commodore BASIC 3.5.
Для обычных пользователей C16 представлял неудобство из-за несовместимости интерфейсов. Порты для модема, магнитофона и джойстиков не подходили для подключения оборудования, предназначенного для VIC-20 или C64. Commodore предлагал специальные магнитофон (Commodore 1531) и джойстики для C16, а также вскоре появились адаптеры сторонних производителей, позволяющие использовать устройства от VIC-20 и C64 с C16.

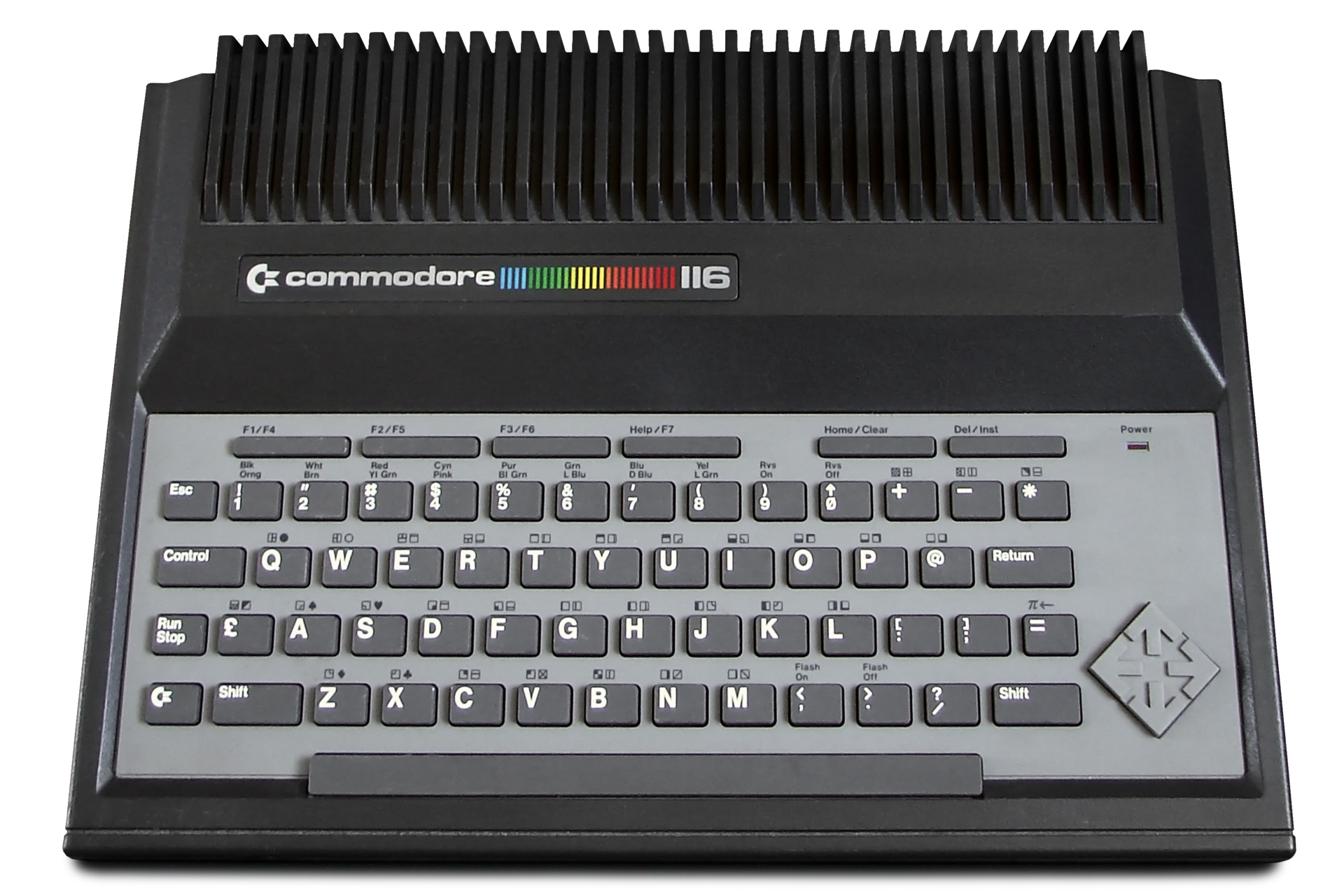
Commodore 116

В линейке компьютеров компании Commodore было представлено три модели. Одна из них — Commodore 16, которая стала одним из самых популярных устройств в своё время. Другая модель — Commodore 116 — имела аналогичные характеристики и функциональность, как и C16, но отличалась меньшим корпусом и резиновой клавиатурой. Планировалось, что она будет продаваться по цене около 50 долларов, однако эта модель оказалась не очень удачной и продавалась только на европейском рынке. Флагманом серии стал компьютер Commodore Plus/4. Он имел полноходовую клавиатуру, 64 килобайта оперативной памяти и встроенный набор прикладного программного обеспечения.